# چاخیرلی (ماساللی)
چاخیرلی (به ترکی آذربایجانی: Çaxırlı) یکی از مناطق مسکونی جمهوری آذربایجان است که در شهرستان ماسال‌لی واقع شده است. چاخیرلی ۲۰۱۴ نفر جمعیت دارد.